# Korlátlan befolyás
A Korlátlan befolyás (francia címe: Sous emprise) egy francia film, amelyet David M. Rosenthal rendezett és 2022-ben mutattak be. Sofiane Zermani egy szabadúszó bajnok szerepét játssza. A film az első számú film volt a Netflix platformon Franciaországban, és a 2. világszerte.

## Cselekmény
Roxana Aubrey úgy dönt, hogy abbahagyja tanulmányait, és elmenekül a párizsi életéből egy dél-franciaországi ingyenes búvártanfolyamra. Hamarosan az élete megváltozik és olyan mélységeket tár fel, amelyekre az óceán sem készítheti fel.